# همه‌جا دزد هست
همه‌جا دزد هست (به هندی: Gali Gali Chor Hai) و (به انگلیسی: Thieves are everywhere) فیلمی هندی محصول سال ۲۰۱۲ و به کارگردانی رومی جعفری است. در این فیلم بازیگرانی همچون آکشای کانا، شریا سارن، موگدا گودسه، آنو کاپور، ساتیش کایشیک، آکیلندرا میشرا، ویجای راز، مشتاق خان و وینا ملک ایفای نقش کرده‌اند.